# Одо I (граф Пент'євру)
Одо, граф Пент'єврський (брет: Eozen Penteur, фр. Eudes/Éon de Penthièvre, 999–1079) — наймолодший з синів Жоффруа І, герцога Бретонського та Гавізи Нормандської, доньки герцога Нормандії Річарда І.
Після смерті його брата герцога Алена III, Одо правив Бретанню як регент при його племіннику Конані II з 1040 до 1057 або 1062 року.
Одо був одружений з Агнесою Корнуольською, сестрою Гоеля II Бретонського. Принаймні двоє його синів, Алан та Бріан, брали участь у завоюванні Англії норманнами.